# Şuhut
Şuhut là một huyện thuộc tỉnh Afyonkarahisar, Thổ Nhĩ Kỳ. Huyện có diện tích 1175 km² và dân số thời điểm năm 2007 là 40800 người, mật độ 35 người/km².